# Heidi Van De Vijver
Heidi Van De Vijver (Bornem, 31 de desembre de 1969) va ser una ciclista belga que fou professional del 1998 al 2003. Es va proclamar diferents cops campiona nacional en contrarellotge i en ruta. Un coop retirada, ha dirigit diferents equips ciclistes.
El seu oncle Frank també es va dedicar professionalment al ciclisme.

## Palmarès
- 1993
  - 1a al Tour de la CEE i vencedora d'una etapa
  - Vencedora d'una etapa al Tour de l'Aude
- 1994
  -  Campiona de Bèlgica en ruta
- 1998
  -  Campiona de Bèlgica en ruta
- 1999
  -  Campiona de Bèlgica en contrarellotge
  - Vencedora d'una etapa al Tour de l'Aude
- 2000
  -  Campiona de Bèlgica en contrarellotge
  - 1a a la Volta a Mallorca
- 2001
  -  Campiona de Bèlgica en contrarellotge